# سمكة الحلوى المخططة

سمكة الحلوى المخططة

سمكة الحلوى المخططة بالإنكليزية : Candy stripe fish
تم اكتشاف هذا النوع في غرب غينيا الجديدة و هو يتواجد دائما بالقرب من الشعب المرجانية و تكاد لا تلاحظه لاقتراب لونه من الشعب المرجانية و يشبة لونه وشكله الحلوى المخططة و كان ذلك هو السبب في تسميته بهذا الأسم.